# Kit de développement
Pour les articles homonymes, voir Kit et SDK.
 (octobre 2019).
Si vous disposez d'ouvrages ou d'articles de référence ou si vous connaissez des sites web de qualité traitant du thème abordé ici, merci de compléter l'article en donnant les références utiles à sa vérifiabilité et en les liant à la section « Notes et références ».
Un kit de développement logiciel, aussi appelé trousse de développement logiciel, est un ensemble d'outils logiciels destinés aux développeurs, facilitant le développement d'un logiciel sur une plateforme donnée (par exemple, iOS, Android, BlackBerry 10, Symbian, Bada, Linux, OS X, Microsoft Windows).
Un kit de développement logiciel, Software Development Kit (SDK) ou devkit en anglais, est conçu pour un ou plusieurs langages de programmation et une ou plusieurs cibles (plateforme, jeux vidéo, etc.).
Un kit de développement logiciel comporte au moins un traducteur (compilateur, interpréteur, etc.) qui traduit le fichier source en langage de programmation vers un fichier destination en langage machine, un éditeur de liens (lieur) qui lie ensemble les différents modules et les bibliothèques de routines en un seul fichier exécutable (programme) et des bibliothèques contenant des routines déjà prêtes à l'utilisation.
Un kit de développement peut aussi comporter un éditeur de code (en), un débogueur, un exécuteur (souvent le système d'exploitation du système cible) ou un émulateur (qui inclut un éditeur de code (en)).
Les deux outils principaux, le traducteur et le lieur d'un kit de développement, peuvent se retrouver dans un seul outil. Par exemple, un interpréteur traduit et établit les liens d'un programme; l'interpréteur exécute même le programme.
Il existe aussi des kits de développement matériels, utiles ou nécessaires notamment pour le développement d'applications sur les consoles de jeux ou lorsque la technologie est nouvelle. Les SDK 2008 d'origine pour NFC, par exemple, publiés par AirTag, comprenaient les deux moitiés matérielles nécessaires.